# Old English Sheepdog
De Old English Sheepdog is een Engels hondenras. De hond was voorheen bekend onder de benaming bobtail, dat in het Nederlands stomp-staartje betekent, de staarten van de honden werden gecoupeerd. Dat komt, volgens overlevering, omdat je in Groot-Brittannië enkel belastingen voor honden hoefde te betalen als de hond een staart had. Sinds 2001 mogen honden niet meer worden gecoupeerd, de honden zouden nu een normale staart moeten hebben.

## Geschiedenis
Het is een beetje onduidelijk waar de Old English Sheepdog vandaan komt. De OES is een van de oudste herdershondenrassen van Engeland en stamt volgens sommigen af van de herdershonden die door de Romeinen werden ingevoerd, waaronder de uitgestorven Italiaanse Mastiff. Maar anderen menen dat de Old English Sheepdog het resultaat is van het kruisen van herdershonden van het continent en uit Engeland, zoals de Puli, Briard en de Russische Ovcharka. Mogelijk is er ook inmenging van de Bearded Collie.
Het doel van de OES was om de kudde schapen te beschermen. De veehouders uit die tijd wilden het liefst grote, lichtgekleurde honden hebben, die zó sterk waren dat zij het tegen beren en wolven konden opnemen. Het zuidwesten van Engeland is erg ruig. De OES moest werken in dit ruige terrein, de grote verscheidenheid van weersomstandigheden aankunnen en de kudde dag en nacht bewaken. De OES bezit een matig lang, klimaatbestendige vacht, die daarnaast ook als "opvulling" diende om de hond te beschermen tegen letsel toegebracht door roofdieren. De OES moest intelligent zijn, om te kunnen bepalen wanneer hij een roofdier zou aanvallen of wanneer hij moest terugkeren naar de kudde om deze te bewaken. De OES was een krachtige sterke hond die weerstand kon bieden.
Vroeger werden alle schepershonden uitsluitend gehouden voor het werk. De herder was niet geïnteresseerd in het uiterlijk van zijn honden, zolang ze maar lichamelijk en geestelijk in staat waren hun taak te verrichten. Er werd dus alleen geselecteerd op werkeigenschappen, maar toch ontstonden er in de verschillende delen van het land verschillende typen schepershonden. Klimaat en de gesteldheid van de bodem, alsmede het soort werk dat van de hond verlangd werd, zoals hoeden, drijven of bewaken, zorgden ervoor dat er eenheid in type in een bepaalde landstreek ontstond. Als veedrijvershond was de OES zeer actief en nauwkeurig. Toen er door verder gaande industrialisatie minder vraag naar werkende honden kwam, waren vele schepershonden min of meer overbodig geworden. Later werd het ras verdrongen door de Border Collie, die kleiner en dus goedkoper was.
De geschiedenis van de Old English Sheepdog in Nederland gaat eigenlijk terug naar de naoorlogse jaren. Kort na de Tweede Wereldoorlog maakte mevrouw Backx-Bennink in Cardiff kennis met de OES. Onder naam van haar Reeuwijkse kennel staat zij aan de basis van vele lijnen. Zij importeerde de reu Ellenglaze Ladies Choice en haar drie "Fezziwig" teven uit de Verenigde Staten en fokte daarmee kampioenen als Reeuwijk's Care for Beauty en Reeuwijk's Masterpiece.
Eef ter Mors kwam in 1977 in aanraking met de Reeuwijk's Kennel toen hij de hond Reeuwijk's Tom Todd onder fokkersvoorwaarden mee kreeg en een aantal jaren later uit de combinatie met Reeuwijk's Fabulous Lady zijn eerste Vigilat's nest fokte. Ook voor vele andere lijnen stonden de Reeuwijk's honden aan de basis. Zoals Reeuwijk's Desmond en Reeuwijk's Filmstar in Silver.
In België speelde de kennel van mevrouw Mewis een belangrijke rol. In begin jaren 70 maakte zij onder de naam "Shaggy Wonder's" furore met de uit Engeland afkomstige hond Loakespark Brandy Soda. De kennel "Aus dem Elbe-Urstromtal" van Cornelia Loest fokte in 1973 haar eerste nest met een teefje afkomstig uit een Shaggy Wonder's combinatie.

## Uiterlijk
Reuen hebben een schofthoogte van 61 cm (56 centimeter voor teven) en een gewicht van 30 tot 40 kilogram. Vroeger werden Old English Sheepdog pups gecoupeerd. Het couperen gebeurde altijd tussen de eerste en vierde dag. Dit is sinds 2001 door de wet in een groot deel van de Europese landen verboden. Het grootste deel van de dieren zou nu dus een normale staart en staartdracht moeten hebben. De oren zijn klein en vlak en worden aan de zijkant van de kop gedragen. De vacht heeft een harde structuur, heeft een 'break' en is absoluut vrij van krul. De kleur varieert van grijs tot blauw. De romp en de achterbenen zijn uniform gekleurd met of zonder witte sok.
- Het duo Bassie en Adriaan maakte de bobtail erg bekend door de hond Lara.